# 道格拉斯 (內布拉斯加州)
道格拉斯（英語：Douglas）是位於美國內布拉斯加州奧托縣的村。

## 人口
根據2020年美國人口普查的數據，道格拉斯的面積為0.57平方千米，皆為陸地。當地共有人口166人，而人口密度為每平方千米291人。